# Yo soy otro
Yo soy otro es una película colombiana de 2008 dirigida por Óscar Ocampo y protagonizada por Héctor García, Jenny Navarrete, Patricia Castañeda, Ramsés Ramos y Miguel Ángel Giraldo. La cinta obtuvo una mención del jurado juvenil en el Festival Internacional de Cine de Amiens en Francia y fue exhibida en importantes eventos como el Festival de Cine Fantástico de Oporto, la Semana del Cine de Beijing y el Festival Internacional de Cine Fantástico de Bruselas.

## Sinopsis
En la ciudad de Cali, Colombia, vive José González, un ingeniero de sistemas que encuentra en su piel las señales de la litomiasis, una extraña enfermedad que ha llegado a la ciudad desde el Amazonas. Quien contraiga el virus muere de forma irremediable pocos días después. Al ver que no tiene ninguna salida, José intenta suicidarse sin éxito, descubriendo que las calles están llenas de personas con su mismo aspecto que intentan asesinarse entre sí.

## Reparto
- Héctor García
- Jenny Navarrete
- Patricia Castañeda
- Ramsés Ramos